# 烽火流金
《烽火流金》，前名《杀破狼》，是由企鹅影视、慈文传媒、懿德文化、微颗影业出品，檀健次、陈哲远、李宏毅、孙安可等人主演的古代传奇网络剧集。剧集引入了“蒸汽朋克”的概念，改编自Priest的小说《杀破狼》，主要讲述安定侯顾昀与遗落民间的皇子长庚共同成长的故事。2020年11月13日，剧组在官博宣布杀青，结束长达133天的拍摄。